# Paramesacanthion tricuspis
Paramesacanthion tricuspis är en rundmaskart som först beskrevs av Stekhoven 1950.  Paramesacanthion tricuspis ingår i släktet Paramesacanthion och familjen Enoplidae. Inga underarter finns listade i Catalogue of Life.